# جون غالاغير
جون غالاغير (بالإنجليزية: Jon Gallagher) (23 فبراير 1996 في جمهورية أيرلندا - ) هو لاعب كرة قدم أيرلندي في مركز الهجوم. لعب مع نوتردام فايتينغ أيريش ‏.

## وصلات خارجية
- جون غالاغير على موقع الدوري الأمريكي (الإنجليزية)
- جون غالاغير على موقع قاعدة بيانات كرة القدم.إي يو (الإنجليزية)
- جون غالاغير على موقع Soccerbase.com (لاعب) (الإنجليزية)
- جون غالاغير على موقع Soccerway.com (الإنجليزية)